# 奧斯馬克 (喬治亞州)
奧斯馬克（英語：Ausmac）是位於美國喬治亞州第開特縣的一個非建制地區。該地的面積和人口皆未知。

## 地理
奧斯馬克的座標為30°59′47″N 84°37′27″W / 30.99639°N 84.62417°W，而該地的平均海拔高度為36米（即118英尺）。